# ジェイリン・フォード
ジェイリン・スー・フォード（Jailyn Sue Ford、1994年6月3日 - ）は、アメリカ合衆国バージニア州ホットスプリングス出身の女子ソフトボール選手（投手）。ホンダリヴェルタ所属。ソフトボールアメリカ代表。

## 経歴
12歳の時にソフトボールを始めた。高校卒業後、地元のジェームズ・マディソン大学（ジェームズ・マディソン・デュークス）に進学。投手・一塁手として活躍した。2015年4月15日のイーストカロライナ大学戦では完全試合を達成した。
2016年のNPFドラフト1巡目（全体3位）でアクロン・レーサーズから指名を受け入団。2018年からはUSSSAプライドに所属。2019年のチャンピオンシップシリーズではMVPに選ばれた。
2017年、日本リーグ（現JDリーグ）のホンダリヴェルタに入団。日本リーグ時代の2019年に最多勝利投手賞（12勝3敗）、2020年に最優秀防御率賞（0.72）のタイトルを獲得。JDリーグ発足後は、2023年に東地区の最優秀防御率賞（1.34）、最多勝利投手賞（11勝2敗）のタイトルを獲得した。
オーストラリア選手権（ギリーズシールド）にもSA代表（SA Starz）のメンバーとして参加している。2020年には最優秀投手（Lorraine Woolley Medal）に選ばれた。
アメリカ代表としては、2013年の世界ジュニア選手権に出場して準優勝。トップ代表では、2022年のワールドゲームズに出場して金メダルを獲得している。

## 人物・エピソード
名前の由来は、元NBAプレイヤーのジェイレン・ローズ。ジェイリン（Jailyn）自身の他に、家族・親戚13人のイニシャルが「J」である。
ソフトボールを始めた頃は、他にも多くの競技をやっていたため、大体のスポーツを標準的にこなすことができる。中でも得意なのはバスケットボール。
釣りやカヤックなど、アウトドア全般を趣味としている。即興演奏の特技がある。

## 詳細情報

### 日本リーグ個人表彰
- 2019年 - 最多勝利投手賞（12勝3敗）、ベストナイン賞（投手）
- 2020年 - 最優秀防御率賞（0.72）

### JDリーグ個人表彰
- 2023年 - [東]最優秀防御率賞（1.34）、[東]最多勝利投手賞（11勝）、[東]ベストナイン（投手）

### 背番号
- 24（2017 - ）